# Renzo Tjon-A-Joe
Renzo Jair Tjon-A-Joe (Paramaribo, 8 de julho de 1995) é uma nadador olímpico surinamês. Representou o Suriname nos Jogos Olímpicos de Verão de 2016 na prova de 50 metros livre masculino da natação.
Estreou internacionalmente no Campeonato Mundial Júnior de Natação de 2013, onde disputou a final dos 50 metros livre. Representando o Suriname, conquistou sua primeira medalha nos Jogos Sul-Americanos de 2014, terminando a prova de 50 metros livre em terceiro lugar. No mesmo ano, conquistou a medalha de prata nos Jogos Centro-Americanos e do Caribe de 2014.
No cenário mundial, competiu no Campeonato Mundial de Natação em Piscina Curta de 2014, Campeonato Mundial de Esportes Aquáticos de 2015 e no Campeonato Mundial de Esportes Aquáticos de 2017, bem como nos Jogos Pan-Americanos de 2015.
Em 2016, Renzo ganhou um convite da Federação Internacional de Natação para competir nos Jogos Olímpicos de Verão de 2016, no Rio de Janeiro. Na competição Tjon-A-Joe venceu a bateria 8 estabelecendo um novo recorde nacional nos 50 metros livre, mas não se classificou às semifinais.
Em 2018 venceu pela primeira vez uma competição internacional, ao conquistar a medalha de ouro nos Jogos Sul-Americanos. Tjon-A-Joe também viria a conquistar sua primeira medalha internacional nos 100 metros livre, com o bronze.